# ديريك نيوتن
ديريك نيوتن (بالإنجليزية: Derek Newton)‏ هو لاعب كرة قدم أمريكية أمريكي، ولد في 16 نوفمبر 1987 في يوتيكا في الولايات المتحدة.

## وصلات خارجية
- ديريك نيوتن على موقع مرجع كرة القدم المحترفة.كوم (الإنجليزية)